# Khuddamul Ahmadiyya

De vlag van Khuddamul Ahmadiyya

Khuddamul Ahmadiyya (ook Khuddam-ul-Ahmadiyya of Khuddam) is een van de hulporganisaties van de Ahmadiyya Moslim Gemeenschap. Ze werd door de tweede kalief Mirza Bashiruddin Mahmood Ahmad gesticht.
Khuddamul-Ahmadiyya betekent "dienaren van de Ahmadiyya-gemeenschap". De leden worden kortweg Khuddam genoemd.

## Organisatie
De leden van de Khuddamul-Ahmadiyya zijn alle mannelijke ahmadimoslims tussen de 15 en de 40 jaar.
Ze dienen de Ahmadiyya Moslim Gemeenschap zelf, door het helpen bij de organisatie van de Jalsa Salana, bij het bouwen van moskeeën, het leveren van logistieke hulp, enzovoorts. Ze dienen ook de plaatselijke gemeenschap waarin ze leven, door te helpen bij buurtfeesten, de lenteschoonmaak, hulp bij overstromingen, enzovoorts.

## Motto
Het motto van de Khuddam is: «Hervorming van de naties is onmogelijk zonder hervorming van de jongeren.» (Khalifatul Masih II, Founder of Ahmadiyya Youth Association)

## Atfalul Ahmadiyya
De leden zijn alle jongens tussen de 7 en 15 jaar. Het voornaamste doel is het geven van religieus onderricht aan de jongens. De Atfalul Ahmadiyya staat onder voogdij van de Khuddam.
Khuddamul Ahmadiyya · Ansarullah · Lajna Imaullah